# Ligularia leveillei
Ligularia leveillei là một loài thực vật có hoa trong họ Cúc. Loài này được (Vaniot) Hand.-Mazz. mô tả khoa học đầu tiên năm 1936.